# Amt Gartz (Oder)
Amt Gartz (Oder) è una comunità amministrativa della Germania che si trova nel circondario dell'Uckermark nel Brandeburgo, in Germania.

## Società

### Evoluzione demografica
- Sviluppo della popolazione dal 1875 entro gli attuali confini (Linea Blu: Popolazione; Linea puntata: Confronto dello sviluppo della popolazione dello stato del Brandenburgo; Sfondo grigio: Ai tempi del governo nazista; Sfondo rosso: Al tempo del governo comunista)
- Sviluppo recente della popolazione (Linea blu) e previsioni

| Anno | Abitanti |
| ---- | -------- |
| 1875 | 13 932   |
| 1890 | 13 233   |
| 1910 | 12 328   |
| 1925 | 12 778   |
| 1933 | 12 771   |
| 1939 | 13 079   |
| 1946 | 16 505   |
| 1950 | 16 704   |
| 1964 | 12 560   |
| 1971 | 11 809   |
| 1981 | 9 231    |

| Anno | Abitanti |
| ---- | -------- |
| 1985 | 8 796    |
| 1989 | 8 453    |
| 1990 | 8 371    |
| 1991 | 8 168    |
| 1992 | 8 380    |
| 1993 | 8 214    |
| 1994 | 8 043    |
| 1995 | 8 074    |
| 1996 | 8 042    |
| 1997 | 8 031    |

| Anno | Abitanti |
| ---- | -------- |
| 1998 | 7 992    |
| 1999 | 7 980    |
| 2000 | 7 895    |
| 2001 | 7 781    |
| 2002 | 7 707    |
| 2003 | 7 604    |
| 2004 | 7 511    |
| 2005 | 7 343    |
| 2006 | 7 185    |
| 2007 | 7 125    |

| Anno | Abitanti |
| ---- | -------- |
| 2008 | 7 098    |
| 2009 | 7 063    |
| 2010 | 7 057    |
| 2011 | 6 745    |
| 2012 | 6 714    |
| 2013 | 6 708    |
| 2014 | 6 736    |
| 2015 | 6 737    |
| 2016 | 6 776    |
| 2017 | 6 846    |

| Anno | Abitanti |
| ---- | -------- |
| 2018 | 6 872    |
| 2019 | 6 799    |
| 2020 | 6 724    |

Fonti dei dati sono nel dettaglio nelle Wikimedia Commons..

## Suddivisione
Comprende 5 comuni:
- Gartz (Oder) (città)
- Casekow
- Hohenselchow-Groß Pinnow
- Mescherin
- Tantow

Capoluogo e centro maggiore è Gartz (Oder).